# Alojzów (powiat hrubieszowski)
Alojzów – wieś w Polsce położona w województwie lubelskim, w powiecie hrubieszowskim, w gminie Werbkowice. Przez miejscowość przebiega droga krajowa DK74 i droga wojewódzka DK850. 
W latach 1975–1998 miejscowość należała administracyjnie do województwa zamojskiego. 
Wieś jest sołectwem w gminie Werbkowice. Według Narodowego Spisu Powszechnego (III 2011 r.) liczyła 333 mieszkańców i była dziewiątą co do wielkości miejscowością gminy.
Wierni Kościoła rzymskokatolickiego należą (częściowo) do parafii Miłosierdzia Bożego w Gozdowie lub do parafii św. Michała Archanioła w Werbkowicach.
Na terenie miejscowości działalność prowadzi zbór Alojzów Świadków Jehowy.